# 稲沢市立祖父江中学校
稲沢市立祖父江中学校（いなざわしりつ そぶえちゅうがっこう）は、愛知県稲沢市祖父江町にある公立中学校。

## 学区
- 旧・中島郡祖父江町の中学校であり、祖父江町全域が校区である[1]。

## 沿革
祖父江中学校は1894年（明治27年）組合立高等小学校の開校を創立年としている。
- 1894年（明治27年）4月1日 - 祖父江学校に組合立高等小学校を併設する。
- 1901年（明治34年）10月1日 - 独立し、組合立西部高等小学校に改称する。校区は祖父江町、丸甲村、領内村、牧川村、山崎村。
- 1906年（明治39年）5月10日 - 祖父江町、丸甲村、領内村、牧川村、山崎村が合併し、祖父江町となる。
- 1907年（明治40年）1月1日 - 祖父江高等小学校に改称する。
- 1916年（大正5年）1月11日 - 中島郡祖父江町立実業補習学校[3]を併設する。
- 1941年（昭和16年）4月1日 - 祖父江国民学校 高等科に改称する。
- 1947年（昭和22年）4月1日 - 新学制移行により祖父江町立祖父江中学校となる。現在地に校舎を新築し、移転。
- 1957年（昭和32年）4月5日 - 祖父江町立長岡中学校[注釈 1]を統合する。
- 1968年（昭和43年）7月19日 - 新校舎（鉄筋コンクリート造3階建）が完成する。
- 1975年（昭和50年）4月22日 - 校舎を増築する。
- 1985年（昭和60年）2月5日 - 北館校舎を増改築する。
- 1990年（平成2年） - 体育館を新築する。
- 2005年（平成17年）4月1日 - 祖父江町が稲沢市に編入される。同時に稲沢市立祖父江中学校に改称する。

## 交通アクセス
- 名鉄尾西線山崎駅下車、徒歩約25分。